# Список национальных исторических памятников Делавэра
Список национальных исторических памятников Делавэра содержит все объекты и места в американском штате Делавэр, включённые Министерством внутренних дел США в Национальные исторические памятники США и находящиеся под государственной защитой.
| [ 1 ] | Название                     | Изображение                  | Дата добавления              | Расположение                               | Округ    | Описание |
| ----- | ---------------------------- | ---------------------------- | ---------------------------- | ------------------------------------------ | -------- | --- |
| 1     | Аспендейл                    | Аспендейл                    | 15 апреля 1970 (#70000170)   | Кентон 39°13′18″ с. ш. 75°41′09″ з. д.     | Кент     | Дом и небольшая плантация, сохранившиеся с 1771 года. |
| 2     | Дом Джейкоба Брума           | Дом Джейкоба Брума           | 2 декабря 1974 (#74000602)   | Моншане 39°46′55″ с. ш. 75°34′34″ з. д.    | Нью-Касл | Исторический дом делегата конституционного конвента Джейкоба Брума. Он находится в частной собственности рядом с Музеем и библиотекой Хэгли.                                                                                 |
| 3     | Дом Корбита-Шарпа            | Дом Корбита-Шарпа            | 24 декабря 1967 (#67000004)  | Одесса 39°27′15″ с. ш. 75°39′24″ з. д.     | Нью-Касл | Дом, построенный в 1772 году. |
| 4     | Дом Джона Дикинсона          | Дом Джона Дикинсона          | 20 января 1961 (#66000258)   | Довер 39°06′10″ с. ш. 75°26′58″ з. д.      | Кент     | Дом, находясь в котором Джон Дикинсон написал Письма от фермера из Пеннсильвании, где он проводил анализ экономических трудностей Америки до начала войны за независимость.                                                  |
| 5     | Элетерские заводы            | Элетерские заводы            | 13 ноября 1966 (#66000259)   | Уилмингтон 39°46′50″ с. ш. 75°34′30″ з. д. | Нью-Касл | Пороховые заводы вдоль Брендивайн-Крик, основанные Элетером Дюпоном в 1802 году; Они являются частью Музея Хэгли. |
| 6     | Форт Кристина                | Форт Кристина                | 5 ноября 1961 (#66000260)    | Уилмингтон 39°44′07″ с. ш. 75°32′18″ з. д. | Нью-Касл | Первое шведское поселение, основанное в 1638 году в устье рек Кристина и Делавэр в ходе шведской колонизации Америки. |
| 7     | Церковь Олд Суидс            | Церковь Олд Суидс            | 5 ноября 1961 (#66000261)    | Уилмингтон 39°44′21″ с. ш. 75°32′28″ з. д. | Нью-Касл | Старейшая из сохранившихся церквей Новой Швеции, в ней проводились службы на шведском языке с 1698 по 1800 год. |
| 8     | Говардская средняя школа     | Entrance to the school       | 5 апреля 2005 (#85000309)    | Уилмингтон 39°44′48″ с. ш. 75°32′30″ з. д. | Нью-Касл | Полностью афроамериканская средняя школа, фигурировавшая в судебном процессе Гебхарт против Белтона — дело о десегрегации, которое было объединено с другими в знаковом судебном решении Браун против Совета по образованию. |
| 9     | Overfalls (LV-118)           | Overfalls (LV-118)           | 14 июня 2011 (#89000006)     | Льюис 38°46′41″ с. ш. 75°08′28″ з. д.      | Сассекс  | Уникальный плавучий маяк был одним из немногих, оставшихся в строю во время Второй мировой войны. |
| 10    | Ломбардия-холл               | Ломбардия-холл               | 2 декабря 1974 (#72000292)   | Фейрфакс 39°46′53″ с. ш. 75°32′43″ з. д.   | Нью-Касл | Дом Ганнинга Бедфорда-младшего. |
| 11    | Здание суда Нью-Касла        | Здание суда Нью-Касла        | 28 ноября 1972 (#72000285)   | Нью-Касл 39°39′28″ с. ш. 75°33′49″ з. д.   | Нью-Касл | Здесь проводилось колониальное собрание Делавэра с 1704 по 1777 год. |
| 12    | Исторический район Нью-Касла | Исторический район Нью-Касла | 24 декабря 1967 (#67000003)  | Нью-Касл 39°39′38″ с. ш. 75°33′48″ з. д.   | Нью-Касл | Столица колонии Делавэр с 1651 по 1761 год, с хорошо сохранившейся архитектурой того времени. |
| 13    | Дом Джорджа Рида             | Дом Джорджа Рида             | 23 декабря 2016 (#100000872) | Нью-Касл 39°39′35″ с. ш. 75°33′41″ з. д.   | Нью-Касл | Дом Джорджа Рида-младшего, первого федерального прокурора от округа Делавэр. |
| 14    | Стонум                       | Стонум                       | 7 ноября 1973 (#73000524)    | Нью-Касл 39°39′37″ с. ш. 75°34′34″ з. д.   | Нью-Касл | Дом Джорджа Рида, одного из подписантов Декларации независимости США. |